# Belonuchus pulcher
Belonuchus pulcher (лат.) — вид жуков-стафилинид рода Belonuchus из подсемейства Staphylininae. Гватемала, Мексика (Chiapas).

## Описание
Коротконадкрылые хищные жуки, длина тела 12,8 мм. Форма тела удлинённая, слегка сплюснутая. Тело почти полностью чёрное, за исключением надкрылий и ног, которые красноватые (за исключением чёрных тазиков). На некоторых участках усиков, мандибул, максиллярных и губных щупиков, тазиков, щитка и брюшных сегментов чёрная окраска проявляется как темно-коричневая или красновато-коричневая. Надкрылья в щетинконосных точках несколько тёмного цвета. Стерниты брюшка более тёмные в базальной половине и красновато-коричневые в вершинной половине. 4-й членик усиков тонкий и удлинённый, 5-7-й членики удлинённые, 8-10-й поперечные. Мандибулы в 1,42 раза длиннее головы; с двумя хорошо разделенными зубцами (базальным и средним), базальный зубец крупнее среднего; мандибулярный канал хорошо развит, наружный и внутренний края хорошо разделены в основании, последний килевидный в основании и вдавленной линией заходит немного за уровень среднего зубца.

## Таксономия и этимология
Вид был впервые описан в 2022 году мексиканскими энтомологами Хуаном Маркесом (Juan Márquez) и Джульетой Асиайн (Julieta Asiain; Laboratorio de Sistemática Animal, Centro de Investigaciones Biológicas, Universidad Autónoma del Estado de Hidalgo, Hidalgo, Идальго, Мексика), по типовым материалам из Мексики. Название относится к красоте, которой обладает этот вид, с его блестящими красноватыми ногами и надкрыльями, которые контрастируют с чёрным цветом остальной части тела. Вид сходен с Belonuchus julietitae.